# Національний науково-природничий музей НАН України
Національний науково-природничий музей НАН України (англ. The National Museum of Natural History) — наукова і просвітницька установа, один з провідних центрів розвитку природничих досліджень Україні, що діє в системі Національної академії наук України, та одночасно один із найбільших науково-природничих музеїв світу. Музей розташований у центрі Києва у старовинному будинку колишньої Ольгинської гімназії. Наукові фонди на експозицію ННПМ належать до Наукових об'єктів, що становлять національне надбання (з 2001 року).
Музей підпорядкований Відділенню загальної біології НАН України.

## Напрямки діяльності ННПМ

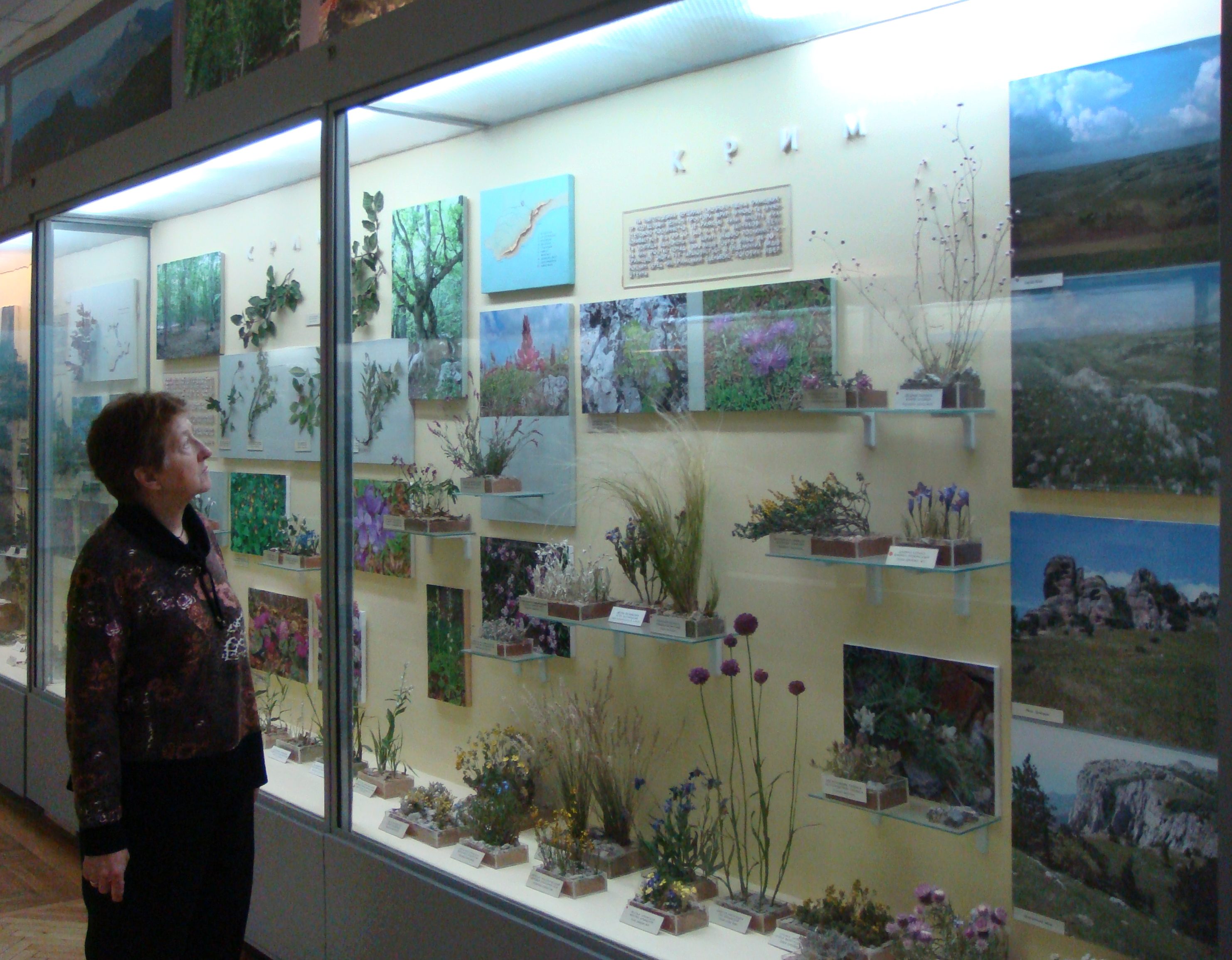
В одній з нових експозицій ННПМ: зала «Україна» ботанічного відділу ННПМ, 2016

Основними напрямками діяльності ННПМ НАН України є (за:):
- Розробка наукових основ природничої музеології, створення, збагачення та збереження фондових колекцій та експозицій.
- Вивчення сучасного стану і поширення представників флори й фауни, флористичних і фауністичних комплексів України та інших регіонів.
- Проведення досліджень з питань екології та еволюції організмів і біостратиграфії, історії флори та фауни.
- Аналіз сучасного стану та збереження природних геологічних пам'яток України, зокрема мінералогічні дослідження коштовних та напівкоштовних зразків.
- Проведення науково-освітньої, популяризаторської та культурно-просвітницької роботи з природничої тематики.

## З історії ННПМ

Будівля ВУАН (1927), в якій тепер розміщується ННПМ (вид з боку Опери).

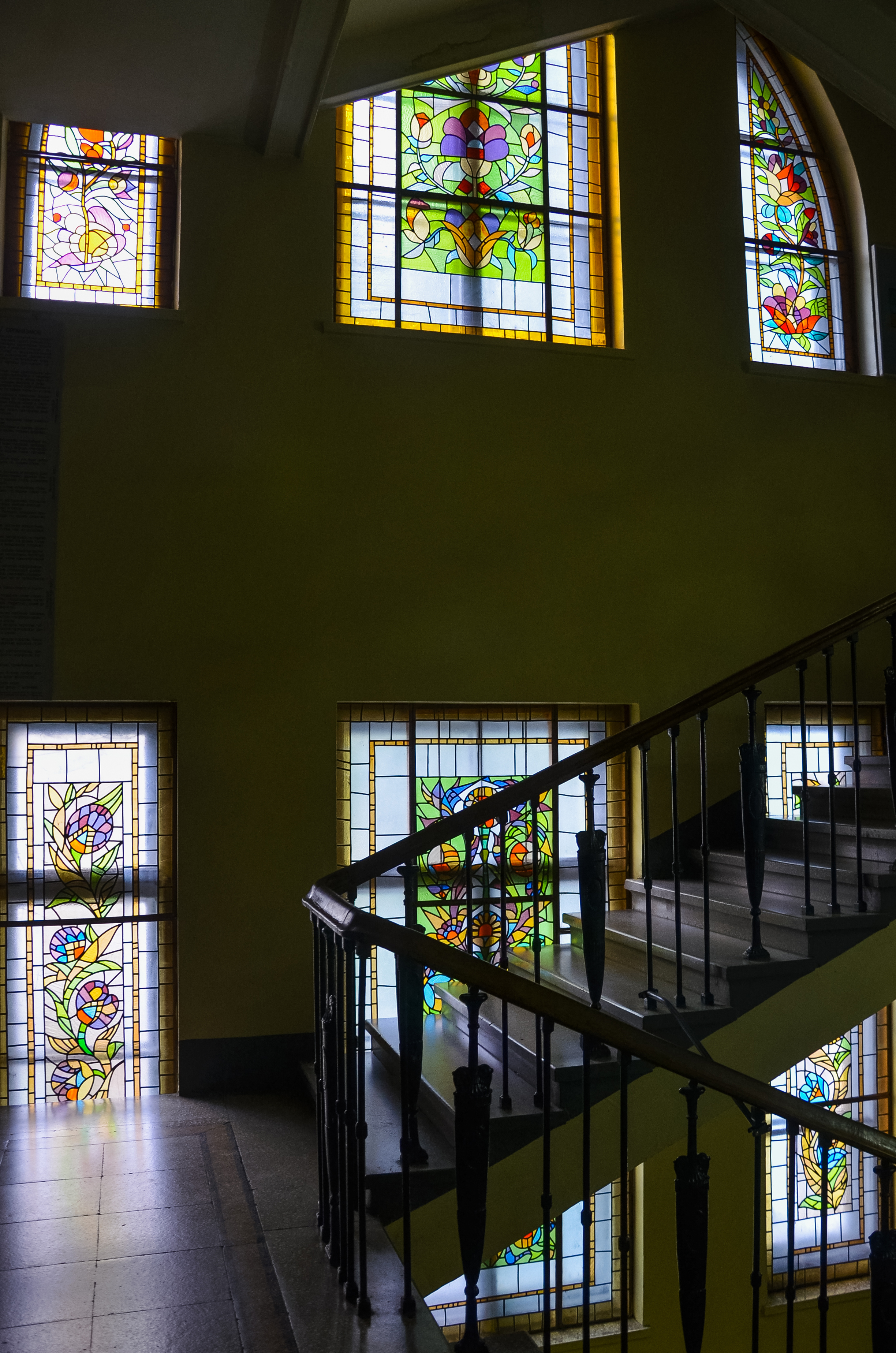
Вітражі науково-природничого музею.

### Історія створення ННПМ
Національний науково-природничий музей як самостійна від інших установа створений 8 червня 1966 року рішенням Ради міністрів УРСР за поданням Президії АН УРСР.
Музей створено як академічну установу, в системі Академії наук Української РСР як «Центральний науково-природничий музей». Згідно з рішенням РМ, музей оформився як «експозиційно-територіальний комплекс», складений з 5-ти експозицій («музеїв»), підпорядкованих «музейним відділам» відповідних інститутів АН УРСР — археології, геології, зоології та ботаніки.
Такими музейними експозиціями є колекції, відомі здавна:
- геологічна колекція (1927 р.), до принаймні 1930 р. як Національний геологічний музей, при якому діяли і два палеонтологічні відділи, надалі й до 1998 р. «музей» перебував у підпорядкуванні Інституту геології АН УРСР;
- зоологічна колекція (заснована як «зоомузей» у 1919 р.), після руйнування Музею київського відділу Імператорського Товариства правильного полювання. Підпорядкована у 1934—1998 рр. Інституту біології та зоології АН УРСР, потім Інституту зоології АН УРСР,
- ботанічна колекція (заснована 1921 р.), підпорядкована у 1934—2000 рр. Інституту ботаніки АН УРСР (історія до кінця не з'ясована, ймовірно, 1921 р. стосується Національного гербарію України, а експозиція створена не раніше 1967 року, коли вже було збудовано 5й поверх і відкрито експозицію);
- палеонтологічна (заснована 1935 р.), підпорядкована у 1935—1998 рр. Інституту біології та зоології АН УРСР, потім Інституту зоології АН УРСР,
- археологічна (заснована 1935 р.), проте археологічний музей створено по суті лише в рік відкриття експозиції ЦНПМ, у 1967 році.

Власне, окремими «музеями» називають відповідні експозиції (по суті поверхи). Такими є «Геологічний музей» з відповідним науковим відділом Інституту геології АН УРСР, «Палеонтологічний музей» з відділом палеозоології Інституту зоології АН УРСР, «Зоологічний музей» з відділом фауни та систематики Інституту зоології АН та «Ботанічний музей» разом з відповідним відділом Інституту ботаніки АН УРСР. Окрім того, у напівпідвальному поверсі (з боку вул. Терещенківська) розташований «Археологічний музей», що створений разом з ННПМ у 1966 році, проте належний до іншої віл ННПМ установи — Інституту археології НАН України.
До кінця 1996 року музей мав назву Центральний науково-природничий музей НАН України (поширена абревіатура — ЦНПМ).
10 грудня 1996 року наказом Президента України Науково-природничому музею було надано статус Національного.
Музей відкрито для відвідувачів 1 грудня 1967 року. Це сталося після того, як у листопаді 1967 р. Президія АН України констатує завершення робіт і можливість прийняти зоологічну і геологічну частини Центрального науково-природничого музею до відкриття, про що було прийнято відповідну постанову Президії.
Протягом кінця 1990-х і початку 2000-х років до складу музею перейшли наукові підрозділи та фондові колекції, що до того залишалися підпорядкованими різним установам Академії наук УРСР, попри те, що самі експозиції та робочі приміщення були об'єднані територіально в єдиний комплекс (спільна будівля тощо).
8 червня 2016 року Національний науково-природничий музей відмітив 50-річчя від дня свого заснування як окремої академічної установи (окремі підрозділи музею сформовані значно раніше, на початку XX ст.).

### Будівля та приміщення

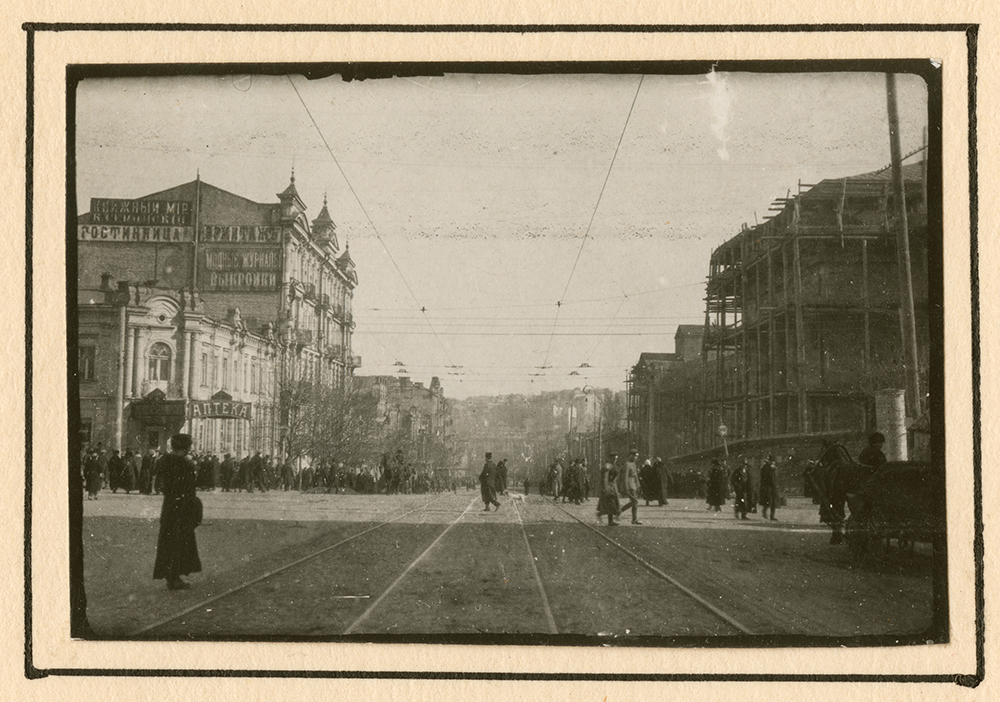
Спорудження корпусу Ольгинської жіночої гімназії у 1918 році (праворуч)

Музей розташований в самому центрі Києва на вулиці Богдана Хмельницького, в будинку № 15.
Цей будинок споруджувався у 1910-х роках для розширення площ Ольгинської жіночої гімназії (інша назва — «Державна жіноча гімназія святої Ольги»), яка на той час розташовувалася в будівлі нинішнього Інституту ботаніки НАН України. Після революційних подій 1917—1918 років та створення ВУАН будівлі відійшли у відання академії наук. Започаткований при ВУАН у 1919 році Зоологічний музей, який є найдавнішим підрозділом ННПМ, розміщувався за адресою Терещенківська 2 (нині це — Терещенківська 4, де розміщується тепер Видавничий дім Академперіодика).
Недобудований новий корпус Ольгинської гімназії, який тепер є будівлею ННПМ, пробув «довгобудом» понад 10 років і врешті 1928 року будівництво було завершено і будівлю було передано Всеукраїнській Академії наук («будівля ВУАН»). Основний вхід до цієї будівлі був з вулиці «Короленка» (нині Володимирська 55), і в ній розміщувалася низка академічних інституцій (понад 10), серед яких був і Зоологічний музей. Тоді ж, у 1929 році було створено й Національний геологічний музей, розміщений на 1 поверсі будівлі. Приміщеннями музеїв були фактично лише тільки коридори будівлі, уздовж яких стояли шафи зі зразками. В кімнатах, які тепер є залами Національного музею, розміщувалися численні інституції ВУАН, переважно природничі, і це тривало фактично до середини XX століття.
В часи II Світової війни всі ці академічні інституції пережили евакуацію на схід. На місці зоологічного музею, який з 1934 року входив до складу інституту зообіології, окупаційною німецькою владою було створено Інститут захисту рослин (з весни 1942 до осені 1943), і будівля всі ті роки залишалася «обжитою»: в ній працювали науковці, які залишилися на той час в Києві.
У повоєнні роки будівлю було добудовано, і так з'явився нинішній 5-й поверх. Нині на цьому поверсі розташовані ботанічна експозиція та робочі приміщення двох відділів ННПМ — ботаніки та музеології, а також аспірантська кімната, бібліотека та конференційна зала.
Прогулянка уздовж будівлі ННПМ у Гугл мапах.
Репортаж про будівлю та експозицію.

### Віхи і визначні події в житті ННПМ
- 1966 (8 червня) — Постанова Ради Міністрів України про заснування Центрального науково-природничого музею (в окремих документах того часу — «Музею природи»).
- 1967 (1 грудня) — відкриття експозиції музею для відвідувачів (геологічний і зоологічний музеї).
- 1996 (10 грудня) — Музею надано статус «національного» наказом Президента України («Про надання Центральному науково-природничому музею статусу національного»).
- 2001 — започаткування видання «Вісник Національного науково-природничого музею».
- 2007 (24 травня) — перехід до складу ННПМ в ролі структурного підрозділу ботанічного музею, який до того був у складі Інституту ботаніки НАНУ (Згідно з Постановою Президії НАН України № 147 від 24 травня 2007 р.).
- 2008 (5 березня) — перехід до складу ННПМ в ролі структурного підрозділу геологічного музею, який до того був у складі Інституту геологічних наук НАНУ (Згідно з Постановою Президії НАН України № 68 від 05 березня 2008 р.).
- 2008 — перехід ННПМ в підпорядкування з Відділення морської геології НАН України (директор був геологом) до Відділення загальної біології НАН України (новообраний директор — біолог).
- 2016 (22 листопада) — урочисте святкування 50-річчя з часу створення музею.
- 2016 (8 грудня) — присудження Державною атестаційною комісією України двом науковим журналам ННПМ статусу «наукові фахові видання» — Вісник ННПМ (з 2018 Geo&Bio) та Праці Теріологічної школи (з 2018 Theriologia Ukrainica).
- 2019 (7-8 жовтня) — П'ята міжнародна конференція циклу «Природнича музеологія», що пройшла під назвою «Природничі музеї в Україні: становлення та перспективи розвитку» і була присвячена 100-річчю заснування Зоологічного музею Української Академії наук в Києві.

## Музей як науковий центр

### Наукові відділи
Національний науково-природничий музей НАН України включає п'ять наукових відділів:
- відділ музеології (зав. — Оксана Червоненко), 1-й та 4-й поверхи ННПМ,
- відділ геології (зав. — Володимир Гриценко), 1-й поверх ННПМ,
- відділ палеонтології (зав. — Марина Комар ), 2-й поверх ННПМ,
- відділ зоології (зав. — Євгенія Улюра), 3-й поверх ННПМ,
- відділ ботаніки (зав. — Валерій Новосад), 4-й поверх ННПМ.

Відділ музеології виконує наукову тему щодо історії формування й засад ведення наукових фондових колекцій, координує роботу інших відділів і займається виданням путівників, довідників та наукових праць, у тому числі журналу «Вісник ННПМ». Цьому відділу підпорядковані редакція, бібліотека, екскурсійне бюро та кінозал. Інші відділи ведуть наукову роботу, зберігають і каталогізують фондові колекції, опікуються доглядом та поновленням відповідних частин експозиції та проводять в них екскурсії.
Поточними науковими темами ННПМ є такі (за)

### Наукові фонди

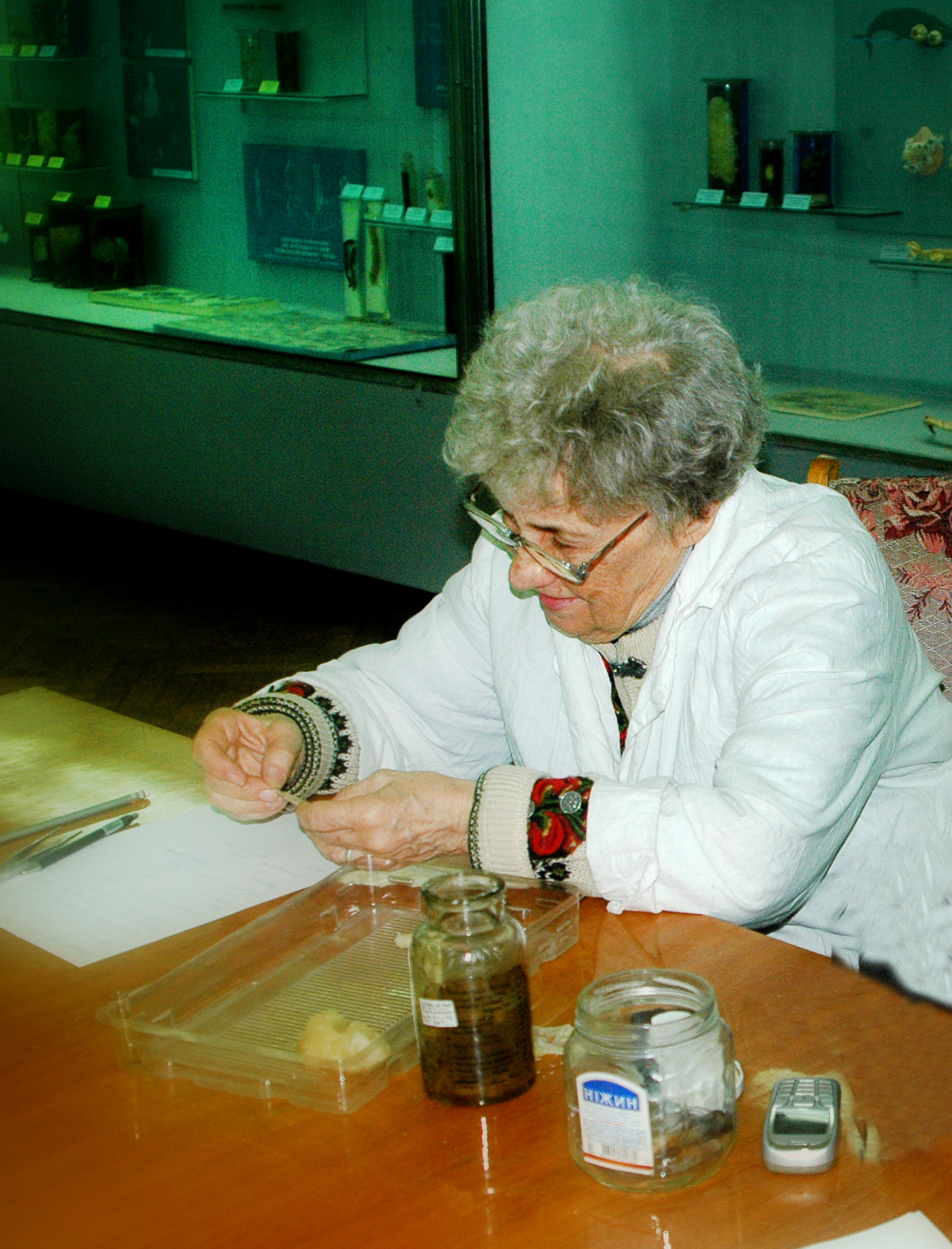
Елеонора Седишева при роботі з фондами безхребетних в музейний день (2011 рік).

Загальний обсяг фондів експозиційної частини становить близько 30 тис. зразків.
Обсяг фондових колекцій сягає 2,5 млн колекційних одиниць.
Два дні на тиждень, у понеділок та вівторок, музей закритий для відвідувачів. Це дні музейної роботи, під час яких співробітники працюють з фондами, які зберігаються в робочих приміщеннях наукових відділів та поза ними, у тому числі в експозиційних залах. Саме у такі дні ведеться каталогізація і перевизначення зразків, виймаються матеріали для наукового опрацювання, у тому числі для опрацювання приїжджими фахівцями, поновлюються вітрини.

### Наукові товариства та конференції
Музей є базовою науковою установою двох наукових товариств:
- Українське теріологічне товариство НАН України (в.о. голови — Ігор Ємельянов)
- Українське герпетологічне товариство (президент — Олександр Зіненко)

ННПМ є постійним учасником музеологічних конференцій з циклу «Природнича музеологія», і на трьох із них він був організатором, зокрема:
- 2012. «Сучасні аспекти природничої музеології» — II Міжнародна науково-практична конференція (11-13 вересня 2012 р., Київ, Канів)[7];
- 2013. «Практичні питання природничої музеології» — III Науково-практична конференція (24-25 жовтня 2013 р., Київ)[8],
- 2015. «Природничі музеї: роль в освіті та науці» — IV Міжнародна наукова конференція (27-30 жовтня 2015 р., Київ)[9].
- 2019: V конференція пройде у Києві на базі ННПМ і буде присвячена 100-річчю створення Зоологічного музею АН, нині одного з відділів ННПМ.

### Наукові видання (сучасні)
Музей видає два журнали, що мають статус фахових видань (h-індекси та кількість цитувань вказано за версією Google Scholar):

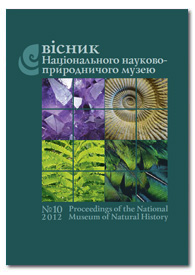
Обкладинка 10 тому Вісника ННПМ (2012 рік).

- «Theriologica Ukrainica» (до 2018р. - «Праці Теріологічної Школи», ISSN 2312-2749, видається з 1998 р. (гол. ред. — Ігор Загороднюк); h-індекс = 24, цитувань = 3334; 2024 р. видано 28-й том. Фахове видання з 2016 року за рішенням ДАК. Ідентифікатор медіа: R30-03461 (рішення Нацради № 1065 від 28.03.2024).

- «GEO&BIO» (до 2018р - «Вісник Національного науково-природничого музею»), ISSN 2219-7516, видається з 2001 р. (гол. ред. — Марина Комар); h-індекс = 7, цитувань = 402; 2024 р. видано 24 том. Фахове видання з 2016 року за рішенням ДАК. Ідентифікатор медіа: R30-03460 (рішення Нацради № 1065 від 28.03.2024).

2019 року в рамках заходів з підготовки 5 Міжнародної конференції з питань діяльності природничих музеїв започатковано серію видань «Природнича музеологія» (ISBN серії 978-966-02-8997-0). Ця серія включила чотири попередні випуски праць конференцій з природничої музеології та поточний п'ятий випуск, який цілком змінив свій формат з тез доповідей на статті і короткі повідомлення. В останньому (5) випуску вміщено 80 матеріалів, його обсяг 324 сторінки формату А5. Головний редактор серії — акад. Ігор Ємельянов, науковий редактор — Ігор Загороднюк. Серія має власну вебсторінку на сайті ННПМ.

### Наукові видання (давні)
У 1921—1923 рр. Зоологічний музей УАН (нині відділ зоології ННПМ) видавав журнал
- «Український зоологічний журнал» (одна з назв — «Зоологічний журнал України»), за ред. Миколи Шарлеманя, видано два томи, перший з них — як видання Українського наукового товариства, яке того ж 1921 року розпустилося і увійшло до складу УАН. Журнал припинив існування через тотальне закриття тематичних видань, проте з 1926 р. відновився як тематична серія «Трудів Фізико-математичного відділу ВУАН», відома як «Збірник праць зоологічного музею»[12].

Відділом палеонтології у 1960—1980 роках видавався палеонтологічний збірник (вийшло 9 випусків):
- «Природная обстановка и фауны прошлого» (ред. акад. Іван Підоплічко).

Відділом зоології ННПМ протягом 1997—2017 років видавалися три збірники:
- «Каталог колекцій зоологічного музею», видавався у 1997—2015 рр.; (гол. ред. у період з 2005 р. — Євген Писанець); видано 14 випусків.
- «Збірник праць Зоологічного музею», видавався у 2005—2014 рр.; 2017 року поновлено вихід і видано томи за 2014—2016 рр.; (гол. ред. у 2005—2016 рр. — Євген Писанець); видання зареєстровано як продовження однойменного збірника 1928—1976 років, видано бл. 45 випусків.
- «Праці Герпетологічного товариства», видавався у 2008—2014 рр. (гол. ред. — Володимир Пєсков); видано 5 випусків.

## Музей як просвітницький центр
За час свого існування музей став широко відомим та популярним не лише в Україні, але й далеко за її межами, і його внесено до низки міжнародних довідників. ННПМ НАН України відіграв помітну роль у формуванні сучасних уявлень про природу, про проблеми взаємовідносин людини з навколишнім середовищем, у пропаганді охорони та раціонального використання природних ресурсів, в естетичному вихованні молоді.
Музей постійно веде просвітницьку роботу. При ННПМ діють кінозал, що показує фільму про природу у 3D-якості, гуртки для молоді, зокрема й Палеонтологічний гурток, кожний відвідувач може отримати в екскурсійному бюро аудіогід для ознайомлення з певною частиною експозиції (напр. для поверху «Зоологічний музей»). Для груп, а нерідко і для 1-3 осіб, якщо вони того бажають, організуються екскурсії, як оглядові, так і тематичні.

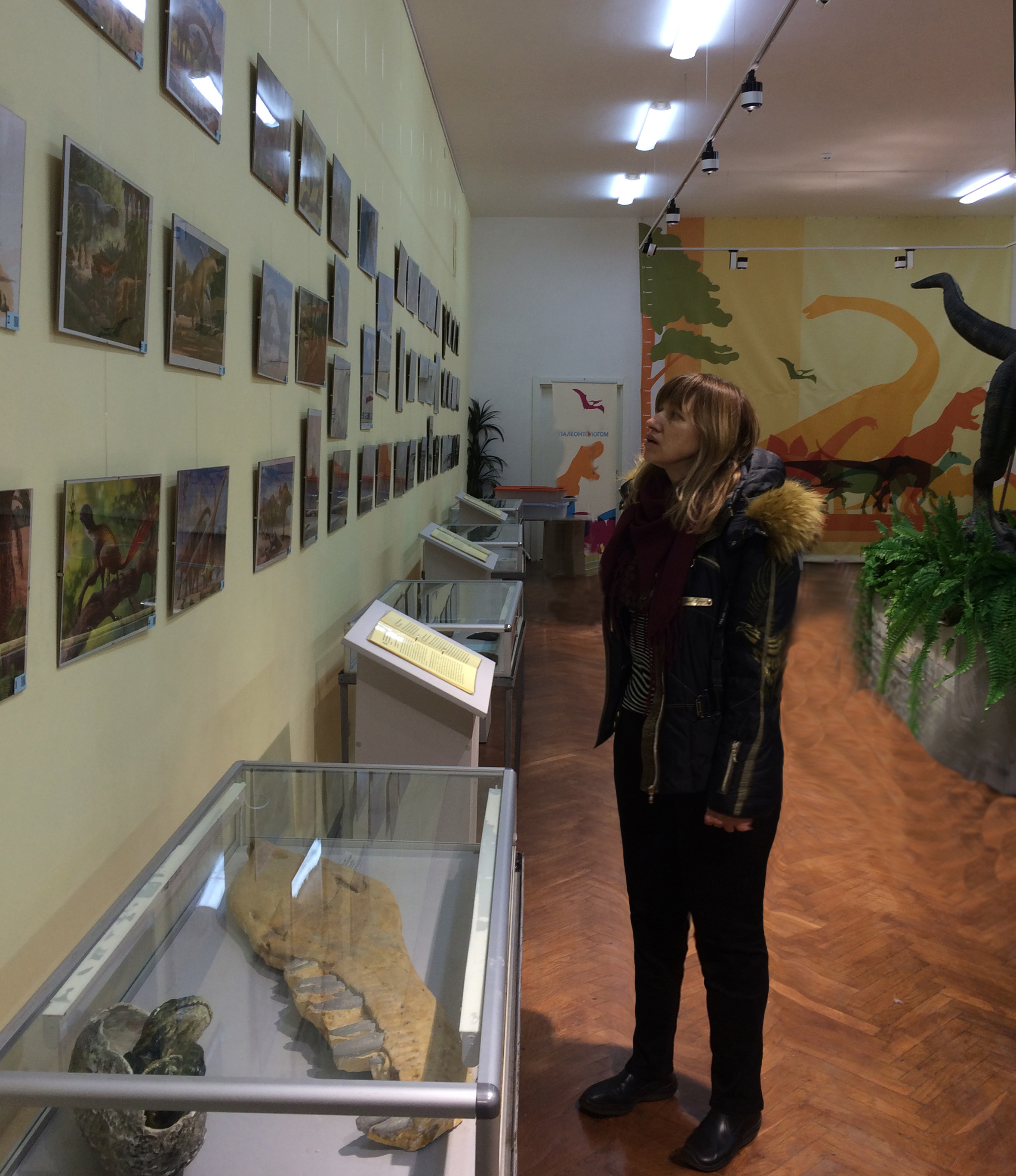
зала з виставкою «Хроніки епохи динозаврів» в ННПМ: перший відвідувач нової експозиції.

Для школярів пропонуються тематичні заняття за основними розділами навчальних курсів, зокрема за програмами вивчення ботаніки й зоології. Детальний зміст екскурсійної програми ННПМ викладено для зручності на сайті музею.
Музей працює 5 днів на тиждень, тобто (з урахуванням святкових днів) до 250 днів на рік. У довоєнний період щороку музей відвідують близько 500 тисяч екскурсантів. Поточна відвідуваність музею — до 300—500 гостей на день, тобто до 75—110 тис. на рік.
Як новий крок у просвітянській діяльності музею у листопаді 2016 року відкрито зал тимчасових експозицій (II поверх, вхід з коридору геологічної експозиції): у цій залі будуть не постійні виставки, як у більшості інших частин музею, а динамічні експозиції, які будуть змінювати одна одну. На ювілеї музею науковці та співробітники музею презентували виставку «Хроніки епохи динозаврів», в основу якої покладено муляжі динозаврів (цілі фігури, щелепи, зуби, яйця) та виставку картин луганського художника Сергія Красовського (добірка створена ним ще 2011 року). Кожного року в цій залі проводяться тимчасові виставки природничої тематики (18 травня 2025р., до Міжнародного дня музеїв, відбулася презентація VІI Виставки Ботанічного Мистецтва).

### Вікімедійні акції

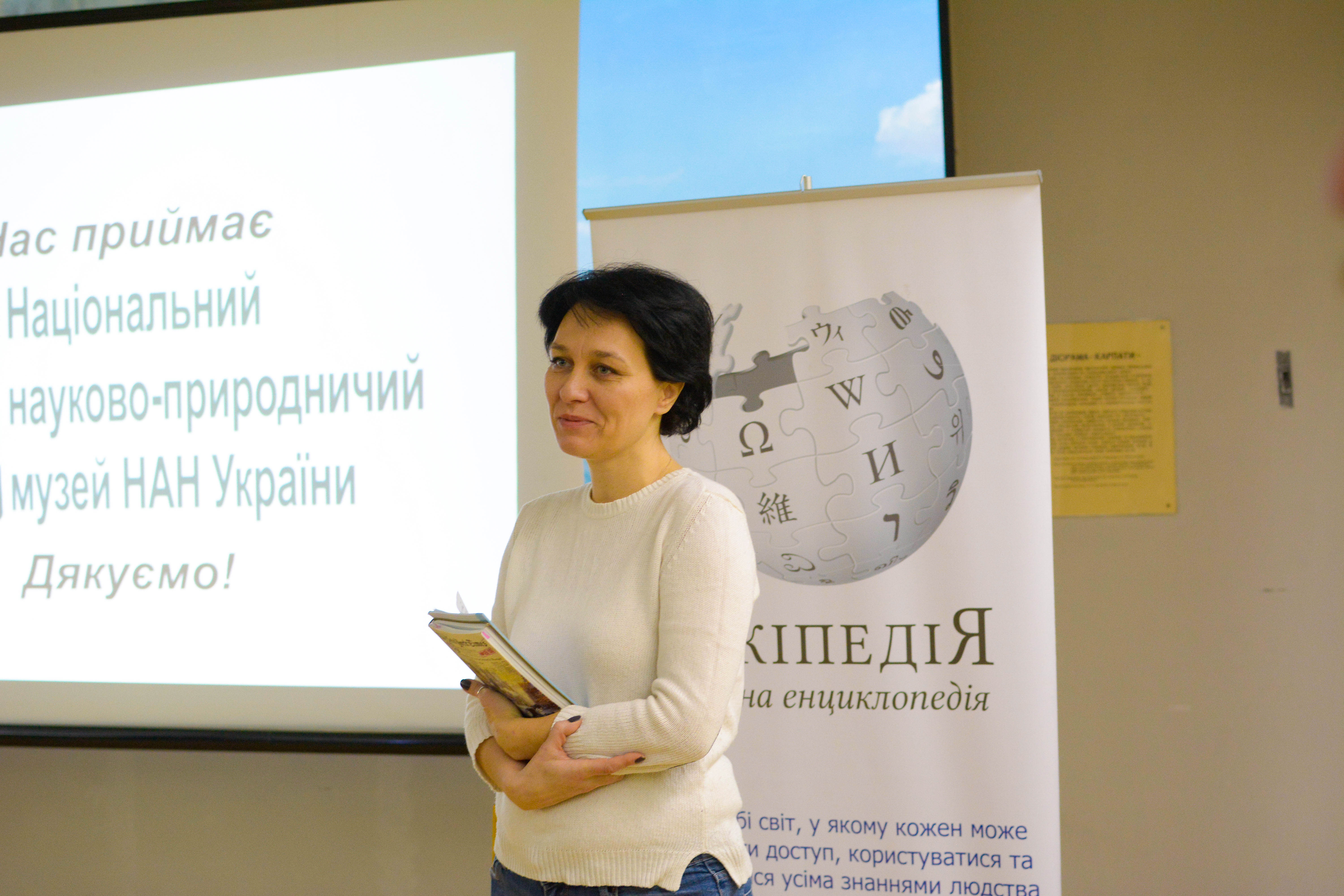
Церемонія нагородження переможців конкурсу «Вікі любить Землю 2017» у ННПМ, 7.11.2017. Вступне слово Юлії Комар.

Досвід ННПМ найбільш яскравий в царині проведення широких інтерактивних акцій, прикладами яких є вікіконференція «Пишемо про музеї» (2016 р.), вікіпрезентація «Вікі любить землю» (7 листопада 2017 р.) та щорічні виставки-конкурси «Ссавець року», які проводить Українське теріологічне товариство (УТТ), що базується в ННПМ. Акції «Ссавець року» проводяться на межах музею, щоразу в іншому місці, в рамках щорічних теріологічних шкіл-семінарів. Найбільш ефективною формою такої роботи стали виставки-конкурси, серед яких «Рік їжака» (2017 р., Одеса), «Вовк та його родичі» (2018 р.), «Свиня та інші ратичні» (2019 р., Хортиця). Звіти про такі акції широко представлені у звітах про школи-семінари (напр.: та висвітлюються на сайті Українського теріологічного товариства в розділі «Види-символи».

## Структура експозиційної частини ННПМ

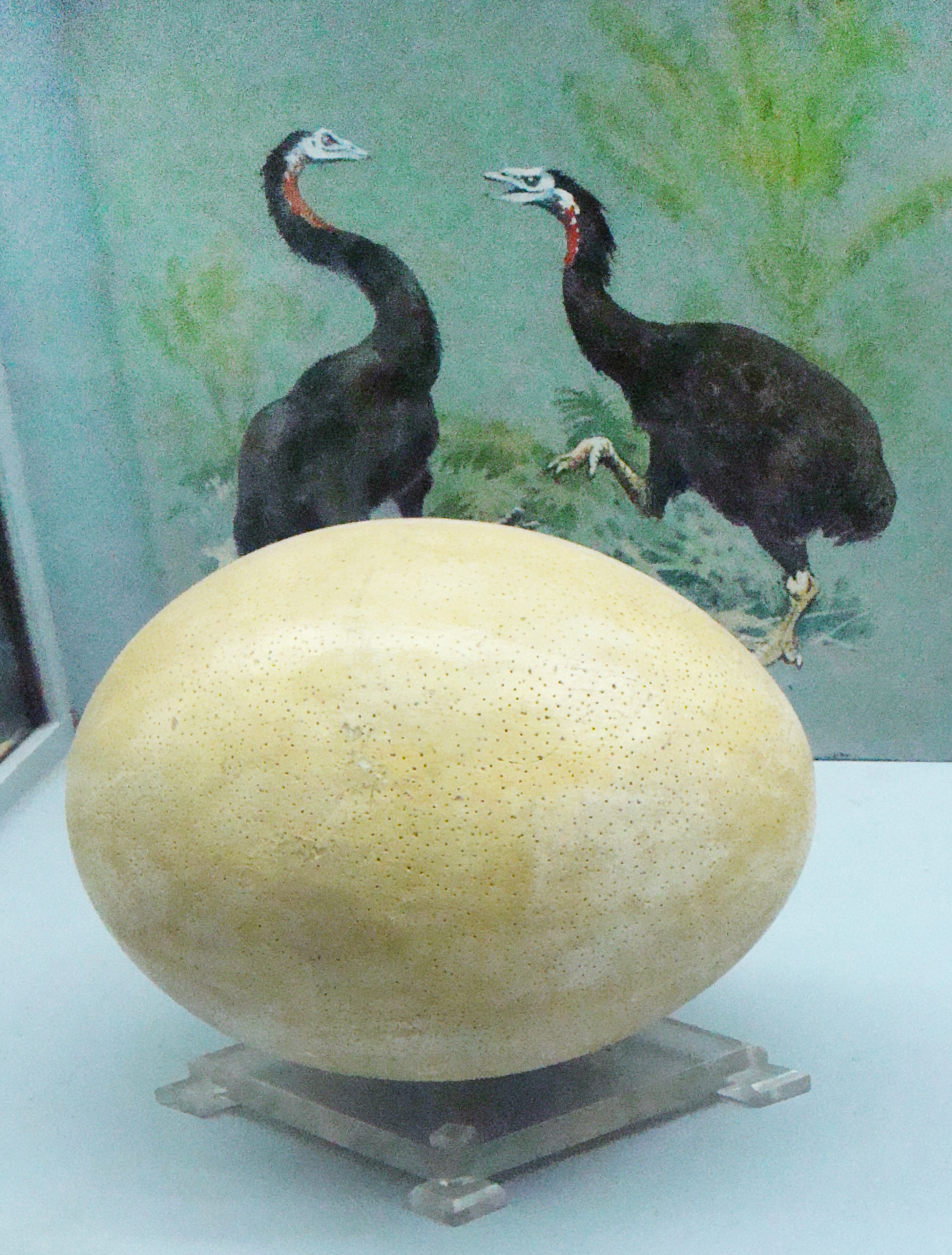
Яйце Епіорніса в колекції ННПМ

Національний науково-природничий музей НАН України об'єднує п'ять музейних експозицій, якими опікуються відповідні наукові відділи:
- експозиція «Археологічний музей» (опікується Інститутом археології НАН України), 1-й поверх ННПМ,
- експозиція «Геологічний музей» (опікується відділом геології ННПМ), 2-й поверх ННПМ,
- експозиція «Палеонтологічний музей» (опікується відділом палеонтології ННПМ), 3-й поверх ННПМ,
- експозиція «Зоологічний музей» (опікується відділом зоології ННПМ), 4-й поверх ННПМ,
- експозиція «Ботанічний музей» (опікується відділом ботаніки ННПМ), 5-й поверх ННПМ.

Окрім того, в музеї є дві зали зі змінною тематикою роботи:
- зала тимчасових експозицій (II поверх з геологічною експозицією),
- конференц-зала з 3d-кінотеатром (V поверх з ботанічною експозицією).

На площі 8000 м² у 24 залах зібрано понад 30 тисяч експонатів, які розповідають про виникнення, будову та еволюцію Землі, її рослинний та тваринний світ, їх минуле та сучасне, про історію матеріальної культури племен і народів, що заселяли територію України.
Центральне місце в музеї займає комплекс діорам — ландшафтні експозиції та біогрупи, кількість яких сягає 30.
3D-експозиції: 
- 3D панорама Природничого музею

### Експозиція «Геологічний музей»

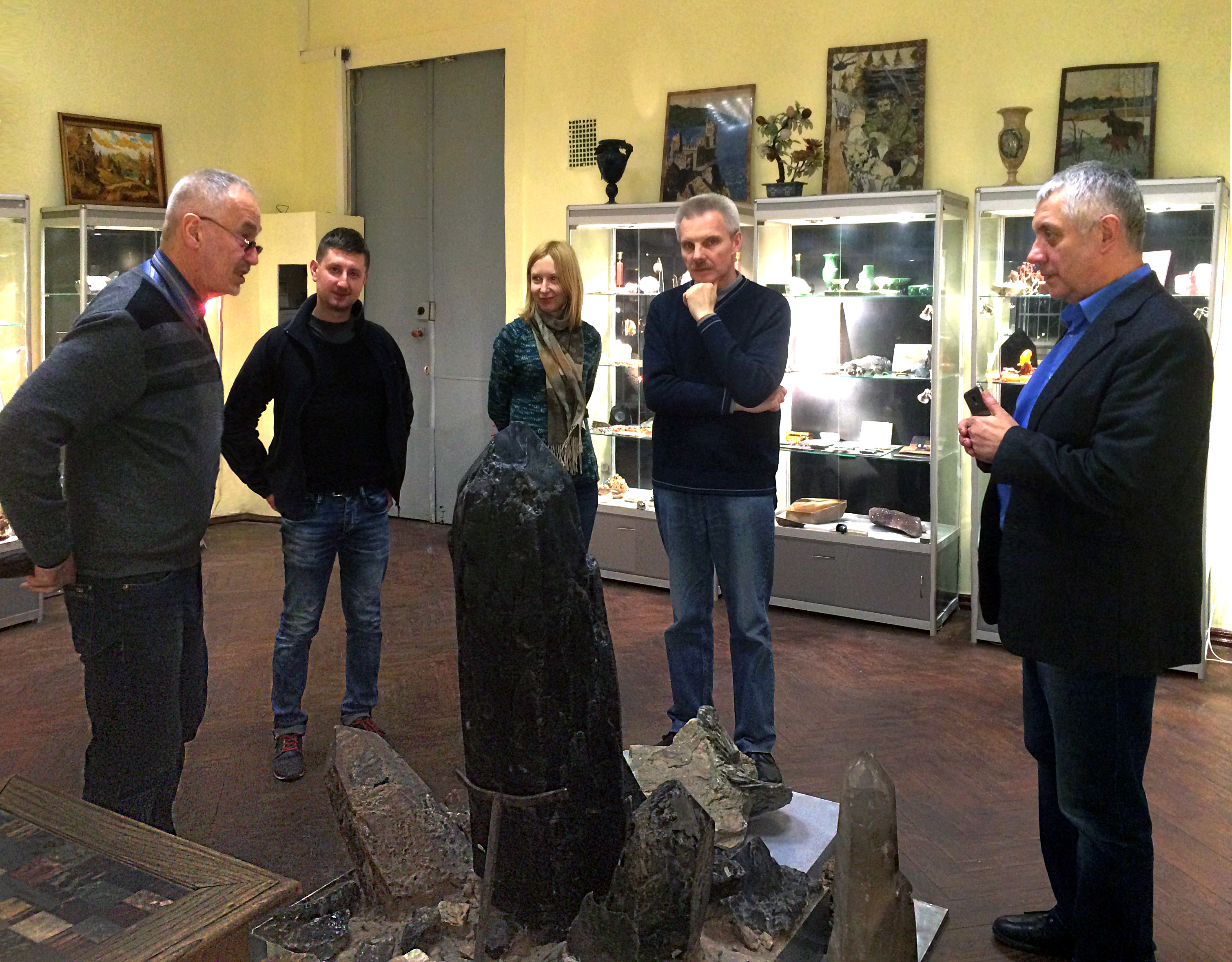
Екскурсія в залі каміння: веде Володимир Гриценко. 13 березня 2017 року

Одна з 5 експозицій ННПМ, розміщена на II поверсі музейного комплексу ННПМ. Геологічний музей засновано у 1927 році. Пізніше музей увійшов до складу Інституту геологічних наук АН УРСР. Основу фондів музею склали колекції, зібрані геологами Павлом Тутковським, Миколою Безбородьком, Володимиром Лучицьким та іншими. З 1967 року Геологічний музей увійшов до складу Національного науково-природничого музею.
Геологічний музей зберігає та експонує понад 50 тисяч зразків гірських порід, мінералів, викопної фауни та флори. Експозиція музею розташована в 7 залах.
У залі «Загальні геологічні процеси» у 22 вітринах систематизовано інформацію та експонати про внутрішні та зовнішні процеси, які формують вигляд Землі та будову літосфери. Частина вітрин розповідає про ендогенні внутрішні процеси, до яких належать ті, що пов'язані з впливом внутрішніх та, ймовірно, космічних джерел енергії: тектонічні рухи, землетруси, магматизм, вулканізм та метаморфізм гірських порід. Інша частина експозиції представляє екзогенні процеси, які безперервно руйнують сушу, змінюють її рельєф та призводять до нового осадонакопичення, зумовленого діяльністю атмосфери, річок, озер, морів, підземних вод, вітрів, льоду та організмів.

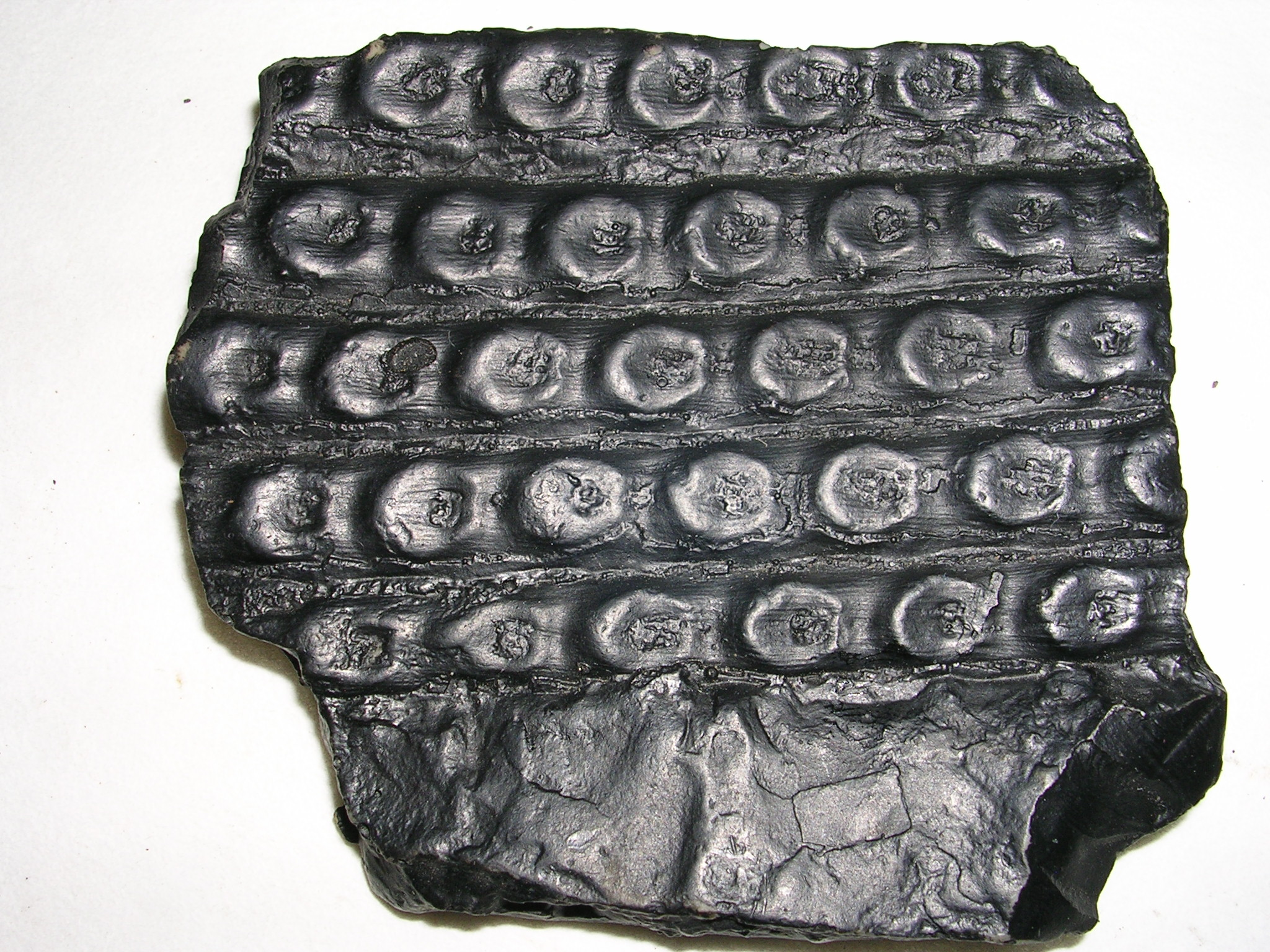
Фрагмент відбитку кори сигілярії.

У залі «Історія геологічного розвитку території України» у 19 вітринах зберігаються експонати, які складають основу для розшифрування геологічної історії цієї ділянки Землі тривалістю близько 4 мільярдів років. Відповідно до геохронологічної шкали, показано, як змінювалась територія України впродовж усіх геологічних періодів, як чергувались моря і суходоли, якими були рослинний і тваринний світ. У залі представлено експонат нижньої частини гігантського плауна — сигілярії, яка росла в заболочених місцях під час кам'яновугільного періоду.
Колекція залу «Мінералогія» налічує 1495 мінеральних видів (близько 9000 зразків) із родовищ країн світу, у тому числі — близько 150 мінералів з України. Експонується мінерали двома систематичними добірками:
- систематичною колекцією, де мінеральні види групуються відповідно до їхнього основного хімічного складу та типу кристалічної структури;
- генетичною колекцією, яка складається з асоціацій мінералів, типових для певних процесів їхнього утворення (магматичні, гідротермальні, екзогенні та метаморфічні). Окремо експонуються основні діагностичні властивості мінералів.

У залі «Петрографія» експонуються гірські породи. У цьому розділі зберігається датована радіоізотопними методами колекція докембрійських порід України. У залі «Корисні копалини України» демонструються мінерали, гірські породи, енергоносії, які використовуються у промисловості, та їх найважливіші родовища в Україні.
Зал «Морські геологічні дослідження» демонструє сучасні фактичні матеріали з геології, речового складу та корисних копалин дна Азовського та Чорного морів, а також Атлантичного та Індійського океанів. Тут експонуються залізо-марганцеві та фосфоритові конкреції з дна Атлантичного та Індійського океанів, брили мантійної речовини (перидотит), підняті з глибини 5700 м, «метановий курильник», макети та карти, які пояснюють будову дна цих морів та Світового океану. У залі «Монографічні палеонтологічні та петрографічні колекції» зберігаються колекції викопних безхребетних та рослин, які вивчені та описані у монографіях українських вчених. Тут представлено еталонні зразки, які дозволяють встановити геологічний вік шарів, робити узагальнення, які висвітлюють геологічну історію регіонів України.

### Експозиція «Палеонтологічний музей»

Академік Іван Підоплічко — фундатор палеонтологічного музею.

Історія Палеонтологічного музею пов'язана з ім'ям академіка Івана Підоплічка, який у грудні 1935 року створив першу палеонтологічну експозицію у Зоологічному музеї АН (який тепер є частиною експозиції ННПМ і займає його IV поверх). Колекцію викопних матеріалів для неї почали збирати ще у 1919 році за часів заснування Академії наук України.
Експозиція музею, в основу якої покладено матеріалістичний світогляд, ілюструє розвиток життя на Землі, Вона відтворює окремі етапи розвитку рослинних і тваринних організмів, пізнання яких сприяє встановленню геологічного віку, кореляції земних шарів, розробці питань палеогеографії, палеокліматології, антропології тощо. Експозиція налічує понад 2000 оригінальних експонатів, більшість яких походить з території України. Фондові колекції нараховують близько 1 мільйону екземплярів. Загалом у музеї демонструються 106 експозиційних вітрин, 5 художніх діорам і дві будівлі з кісток мамута.

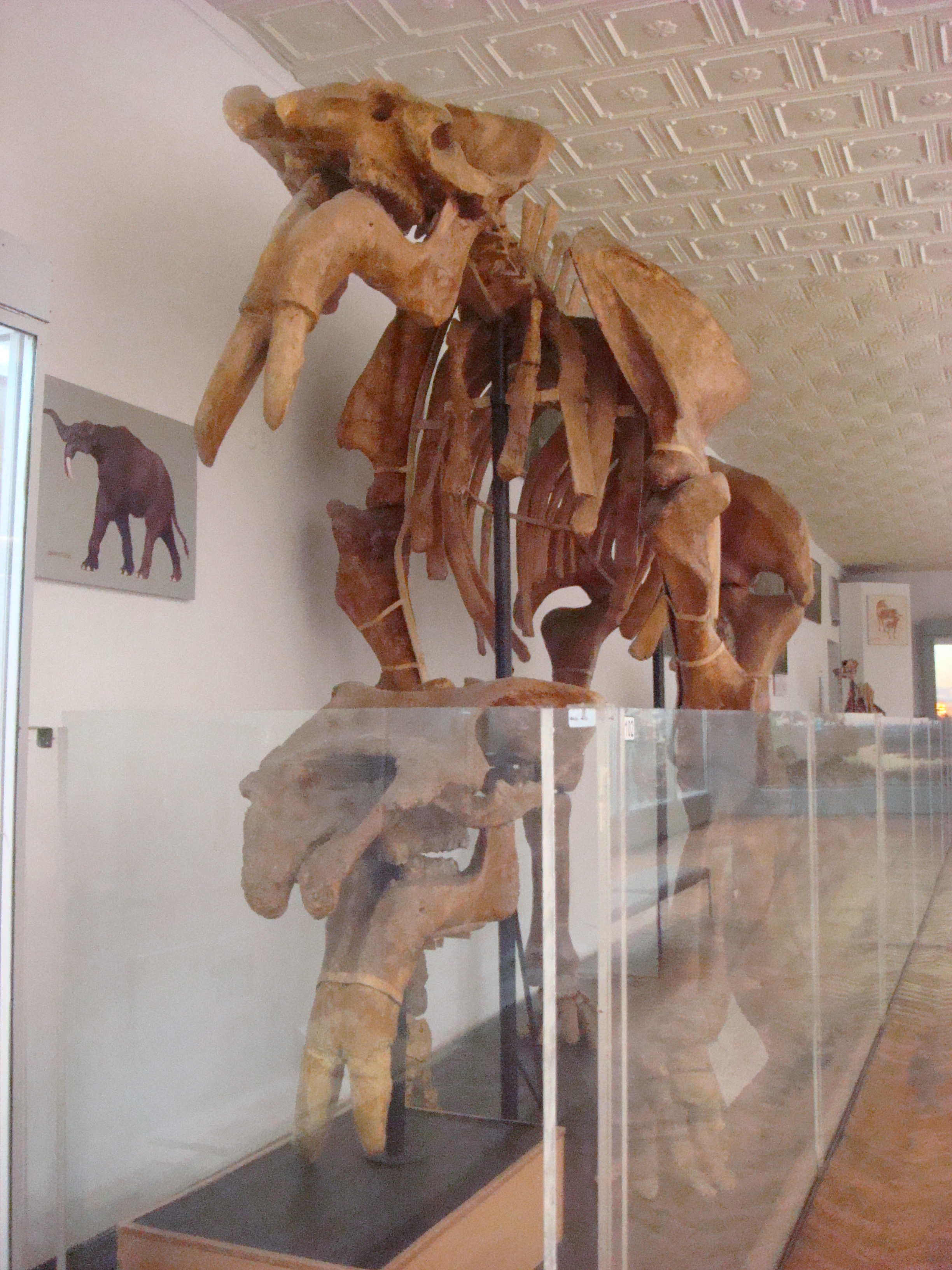
Дейнотерій — один з найбільших ссавців світу — в експозиції ННПМ.

Серед експонатів музею кісткові рештки представників гіпарионових фаун, скелети окремих особин неогенових і четвертинних ссавців, які добре збереглися, а саме: слона-динотерія, жирафи-херсонотерія, кита-цетотерія, первісного бика-тура, мамута, відбитки безхребетних тварин та рослин, мушлі, скам'янілі стовбури дерев, шматочки бурштину з похованими в них комахами. Також серед експонатів — будівлі кроманйонців, споруджені з кісток мамута, знайдені на Черкащині (Межиріч) (див. Межиріцька стоянка) та на Чернігівщині (Мізин). В реконструйованому вигляді обидві споруди неодноразово експонувалися на виставках в Японії та в Західній Європі.
Протягом 2002—2012 років ця частина музею зазнала значних обнов в інформаційній частині, зокрема у численних супровідних інформаційних таблицях на вітринах і в коридорах III («палеонтологічного») поверху музею, підготовлених неперевершеним знавцем біології і науковцем-енциклопедистом Орестом Михалевичем. Ним же було створено а, де було, поновлено сторінки палеонтологічної тематики на сайті ННПМ.

### Експозиція «Зоологічний музей»

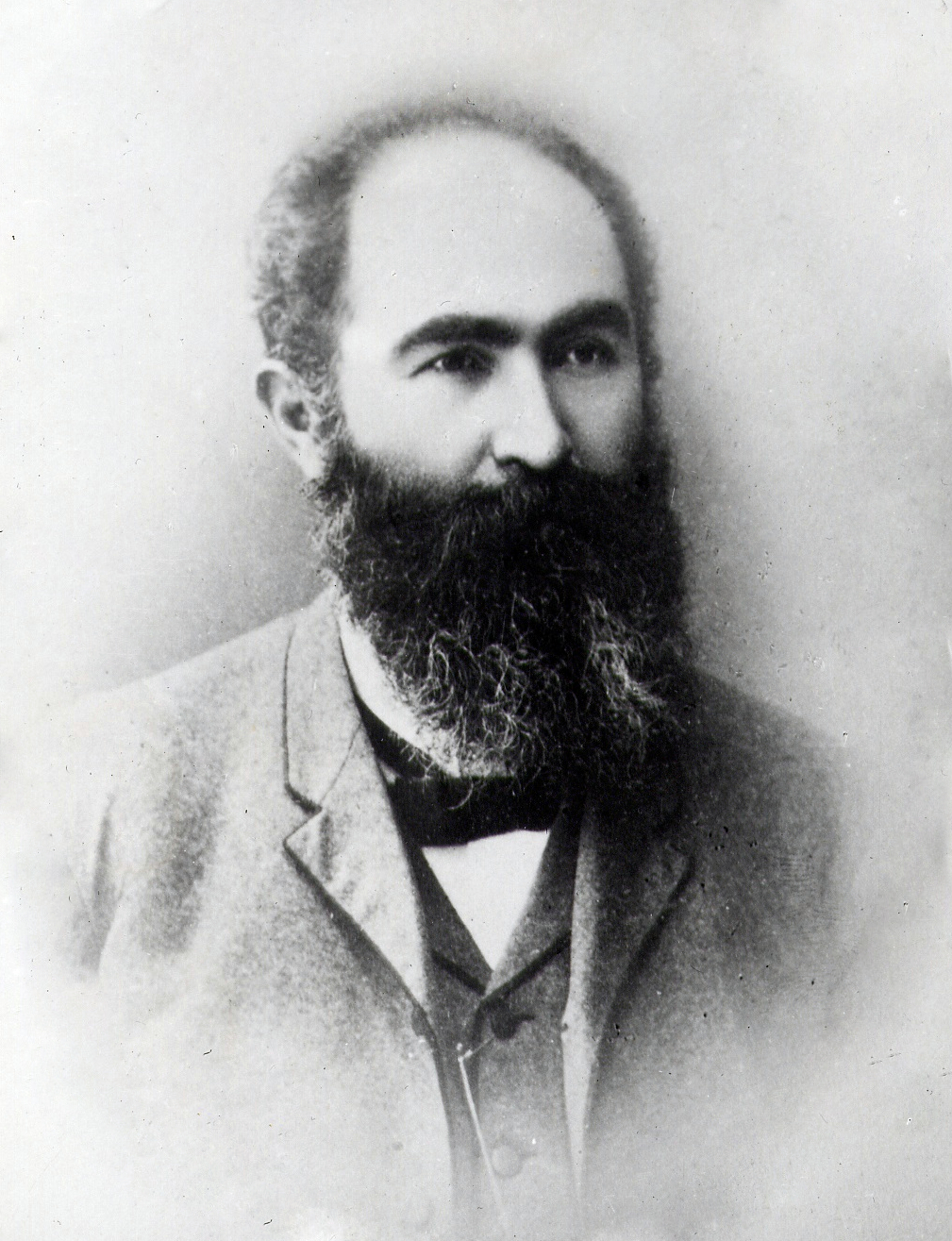
Академік Микола Кащенко — фундатор зоологічного музею.

Зоологічний відділ ННПМ — одне із найстаріших зоологічних музейних зібрань в Україні. Його створено 1 травня 1919 року за рішенням Фавністичного комітету УАН, і його першим керівником був призначений член цього комітету академік УАН Микола Кащенко. У 1966 році музей увійшов до складу Центрального науково-природничого музею АН УРСР, а наступного 1967 року, під керівництвом М. М. Щербака, закінчено реконструкцію зоологічної експозиції, і цю частину музею відкрито для відвідувачів. У 2007 році «Зоологічний музей» отримав ім'я М. М. Щербака, одного з найвідоміших своїх директорів.
Експозиція «Зоологічний музей» займає весь IV поверх Національного науково-природничого музею. Експозиція розташована у довгій галереї та у двох залах — залі птахів (праве крило будівлі) та залі ссавців (ліве крило будівлі).
Експонується близько 5000 опудал тварин, які належать до 4000 видів. Експозиція побудована за науково-систематичним планом, її характерною рисою є наявність ландшафтних діорам, які відтворюють більшість природних зон світу.
Серед експонатів музею: безхребетні (найпростіші, губки, кишковопорожнинні, різні типи червів, молюски та інші), комахи, риби (великі акули, осетрові та риба-місяць), амфібії (китайська велетенська саламандра, довжина якої становить 180 см та кубинський свистун, розмір якого 1 см), плазуни (туатара, ящірка, крокодил, черепаха).
У залі птахів — лірохвіст, фазан срібний, колібрі, казуар та інші. У залі птахів розташовано більшу частину діорам музею, які показують різні куточки України та світу: Полісся та степ, субтропічне узбережжя Криму та полонини Карпат, пустельні, гірські та антарктичні ландшафти. Також у цьому залі знаходиться найбільша діорама музею — пташиний базар.
У залі ссавців знаходиться найдавніший експонат музею — опудало зубра, виготовлене понад 200 років тому. Цього зубра здобуто приблизно у 1780–1800 роках у маєтку графа Потоцького. Також експозицію звірів складають білий ведмідь, ламантин, сніговий барс та багато рідкісних ссавців.

### Експозиція «Ботанічний музей»

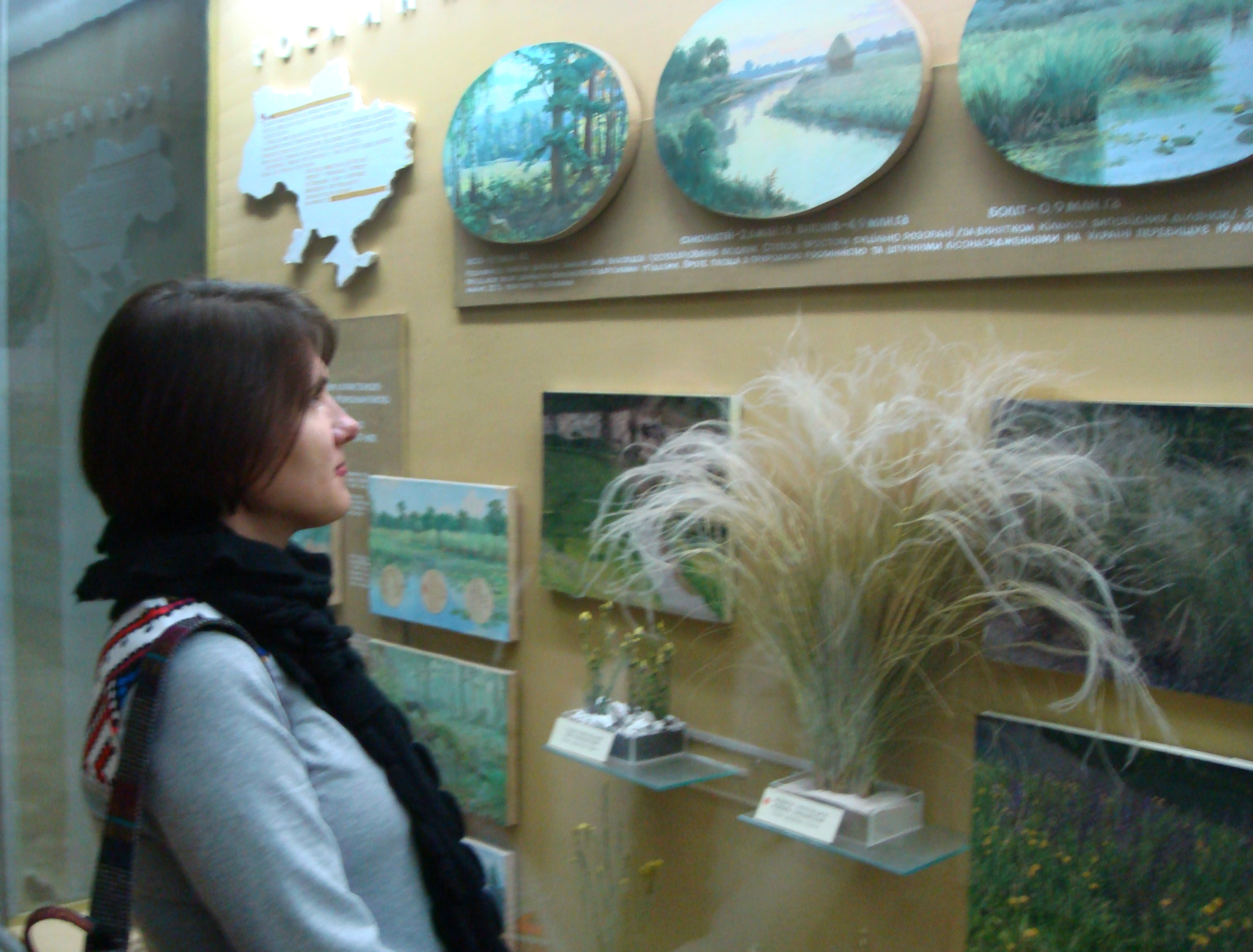
В експозиції ботанічного відділу ННПМ.

Ботанічний відділ ННПМ засновано у 1921 році як «кабінет ботаніки» Академії наук України. Надалі й до 1966 року він розташовувався у приміщенні Інституту ботаніки імені М. Г. Холодного АН України, а з 1966 року увійшов до складу Національного науково-природничого музею НАН України. Науковий колектив Ботанічного музею під керівництвом професора Дар'ї Доброчаєвої розробив і впровадив наукові та експозиційні принципи та основи створення нового Ботанічного музею.
У 5 залах ботанічної частини музею на загальній площі 1400 м² у 109 вітринах, 10 біогрупах, 8 великоформатних об'ємних діорамах та на 20 щитах і 100 фризах розміщені 9 експозицій: «Ботанічна наука в Україні», «Основні групи рослинного світу», «Клітинна будова та морфологія квіткових рослин», «Система та еволюція квіткових рослин», «Рослини в житті людини», «Охорона природи», «Рослинний світ України», «Рослинний світ Євразії», «Рослинний світ Земної кулі».
Загалом у ботанічній частині ННПМ представлено 4000 натурних ботанічних експонатів, 550 фотографій, 1000 кольорових схем, малюнків, карт ареалів, понад 300 розгорнутих текстових характеристик з відомостями про природні зони, флористичні царства і регіони, рослинні угрупування та описи окремих видів рослин світової флори.
Науковими пріоритетами ботанічного відділу ННПМ є флористика (зокрема флорологія, фітосозологія, зокрема флоросозологія) та ботанічне музеєзнавство. Останнє включає розробку основ реконструкції та вдосконалення ботанічної експозиції, нових технологій створення об'ємно-просторової фітоекспонатури, розробку методів і форм сучасних музейних експозицій з використанням комп'ютерних, мультимедійних, аудіо- та відеосистем.

### Експозиція «Археологічний музей»
Експозицію «Археологічний музей» засновано 1966 року, тобто у той самий рік, що й весь ННПМ, але як науковий відділ Інституту археології АН УРСР. У чотирьох залах цієї частини музею на площі 500 м² зібрано понад 7000 експонатів, які характеризують основні етапи історії розвитку людства (кам'яна доба, енеоліт-бронза, рання залізна доба, середньовіччя). Найдавніші матеріали належать до часу появи на території України сучасної людини: Королевська стоянка у Закарпатті, яка має вік понад 800 тисяч років, найпізніші — до пізнього середньовіччя (XV—XVII століття).
Більшість музейних експонатів — унікальні історичні та мистецькі об'єкти: це — знаряддя праці зі стоянки Королево, комплект розмальованих кісток мамута доби верхнього палеоліту зі стоянки Мізин (близько 15 тисяч років тому), інтерпретованих як давні музичні інструменти, колекція предметів трипільської культури, що належала першим землеробам і скотарям на території України (кераміка, глиняна пластика, побутові речі тощо).
Епоха бронзи, пов'язана з широким розвитком кольорової металургії, представлена матеріалами з розкопок курганів та поселень: кераміка, кістяні та бронзові прикраси, зброя, ритуальні речі, зокрема, модельований череп.
Матеріали експозиції «Рання залізна доба» висвітлюють історію населення України початку I тисячоліття до н. е. — перших століть н. е. Тут знаходяться пам'ятки кімерійської, скіфської та сарматської культур. Період грецької колонізації Північного Причорномор'я проілюстровано матеріалами з грецького поселення на острові Березань, міст Ольвії та Тіри.
У розділі музею, присвяченому історії давніх слов'ян та Київської Русі, експонуються матеріали з поселень та могильників давньослов'янських, києворуських та сусідніх з ними племен.
Експозиція доповнена реконструкціями, макетами, діорамами: «Поховання знатного скіфа», «Давньоруське місто Чучин», «Київ. Місто Володимира».

## Люди

### Директори музею

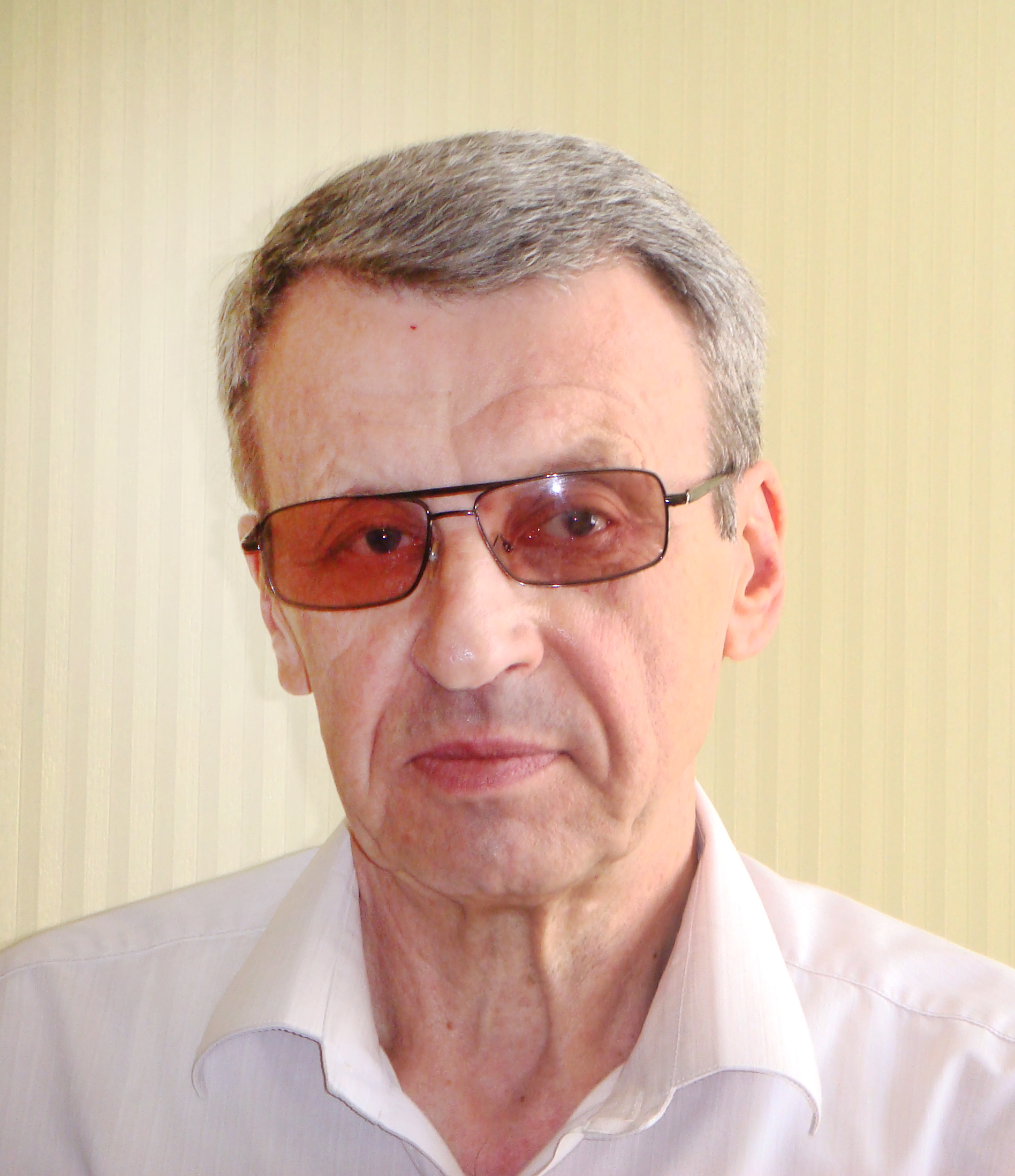
Ігор Ємельянов — директор ННПМ з 2008 р.

Першим директором музею був академік Підоплічко Іван Григорович. Протягом 1978—2008 рр. музей очолював академік Шнюков Євген Федорович..
З 2008 року чинним директором ННПМ є академік НАН України Ємельянов Ігор Георгійович, відомий фахівець у галузі оцінок та збереження біорізноманіття.

### Відомі науковці музею
- Павло Тутковський (1853—1913) — геолог та географ, засновник геологічного музею (1924);
- Володимир Караваєв (1864—1939), зоолог (ентомолог), мандрівник, у 1926—1934 роках — директор зоомузею;
- Сергій Парамонов (1894—1967) — зоолог (ентомолог), упорядник одного з видань «Історії Русів»;
- Дарія Доброчаєва (1916—1995) — ботанік, лауреат Державної премії УРСР, Заслужений діяч науки та техніки УРСР, доктор біологічних наук;
- Михайло Воїнственський (1916—1997) — зоолог (орнітолог), еволюціоніст, доктор біологічних наук, професор;
- Микола Щербак (1927—1998) — член-кор. НАН України, зоолог (герпетолог), ініціатор та редактор перших двох випусків Червоної книги України;
- Вадим Топачевський (1930—2004) — академік НАН України, зоолог (палеотеріолог), був завідувачем Палеонтологічного музею, головою Українського теріологічного товариства НАН України
- Євген Шнюков (1930 р.н.) — академік НАН України, геолог, директор ННПМ у 1978—2008 рр.
- Анатолій Щербуха — зоолог (іхтіолог), автор серії наукових та науково-популярних видань про риб фауни України.

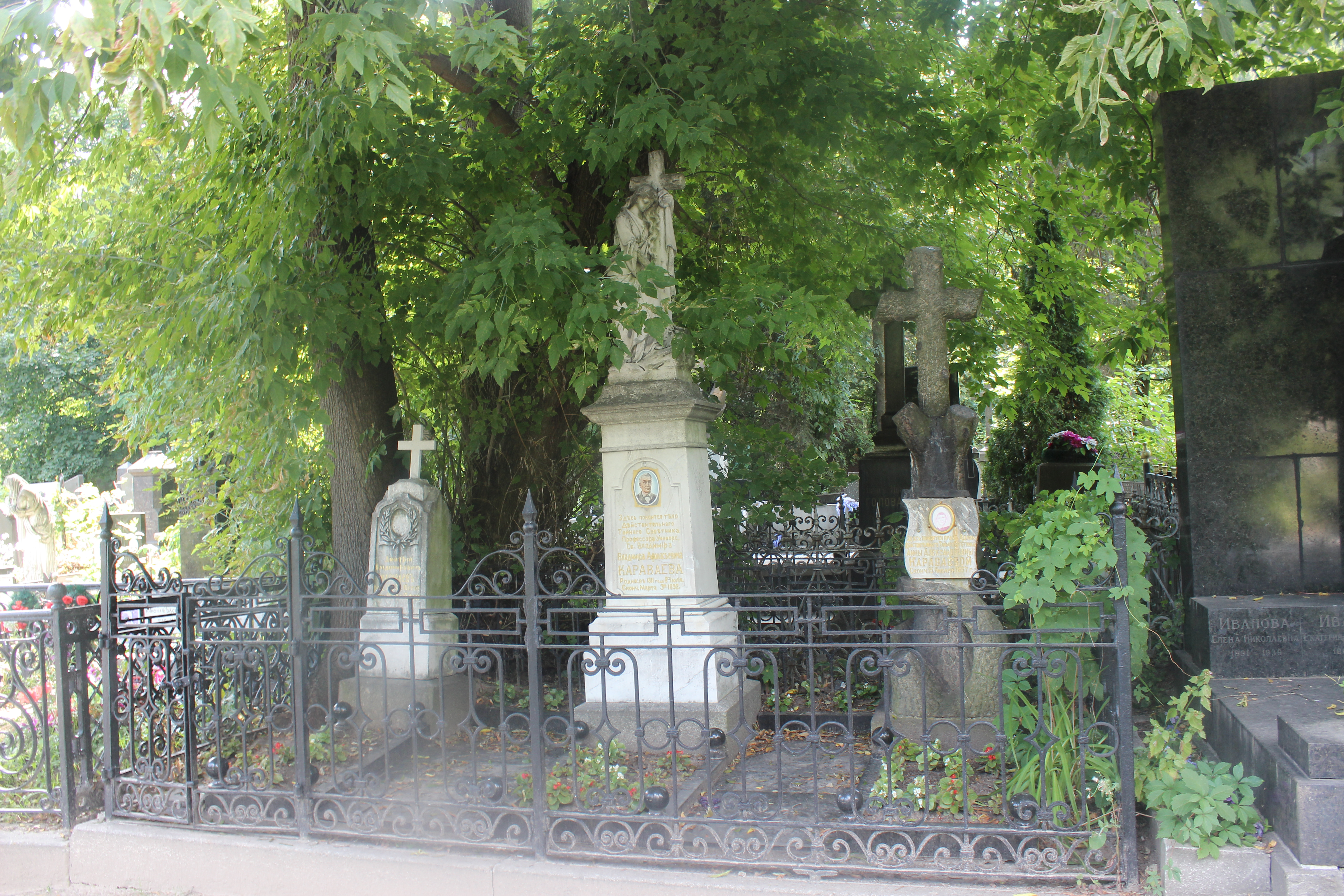
Володимир Караваєв
Павло Тутковський
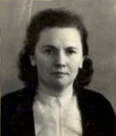
Дарія Доброчаєва
Сергій Парамонов
Микола Щербак
Вадим Топачевський

### Лауреати державних премій

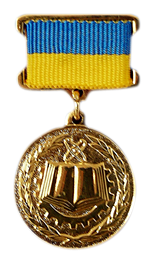
Відзнака «Державна премія України в галузі науки і техніки»

- 1950 — Доброчаєва Дарина Микитівна — Державна премія СРСР (у колективі) за участь у створенні «Визначника рослин УРСР» (1950).
- 1969 — Доброчаєва Дарина Микитівна — Державна премія УРСР в галузі науки й техніки (колективна праця) за написання чергових томів «Флори УРСР».
- 1969 — Клоков Михайло Васильович — Державна премія УРСР в галузі науки й техніки за участь у створенні 12-томної праці «Флора УРСР».
- 1975 — Підоплічко Іван Григорович — Державна премія УРСР в галузі науки й техніки за створення експозиції Центрального науково-природничого музею.
- 1989 — Шнюков Євген Федорович — Державна премія УРСР в галузі науки й техніки за серію «Геологія шельфу УРСР» у 8 томах, опубліковану в 1981—1987 роках[19]
- 2000 — Шнюков Євген Федорович — лауреат Державної премії України в галузі науки й техніки за цикл робіт «Регіональна океанологія: стан середовища та мінерально-сировинні ресурси Атлантичного, Індійського, Південного океанів та їх морів»[20]
- 2015 (2016) — Ємельянов Ігор Георгійович — лауреат Державної премії України в галузі науки й техніки за цикл наукових праць «Наукові основи збереження та відновлення біотичного і ландшафтного різноманіття України в умовах змін навколишнього середовища» (колективна праця).
- 2015 (2016) — Загороднюк Ігор Володимирович — лауреат Державної премії України в галузі науки й техніки за цикл наукових праць «Наукові основи збереження та відновлення біотичного і ландшафтного різноманіття України в умовах змін навколишнього середовища» (колективна праця).

### Лауреати академічних премій

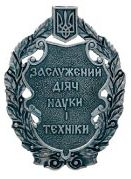
нагрудний знак лауреата почесного звання «Заслужений діяч науки і техніки України»

- 1977 — Щербак Микола Миколайович — Премія АН УРСР імені Д. К. Заболотного за цикл робіт «Систематика, екологія і паразитофауна плазунів Палеарктики» (колективна праця).
- 1982 — Шнюков Євген Федорович — лауреат Премії імені В. І. Вернадського за працю «Полезные ископаемые Мирового океана» (видано двічі, 1974 та 1979 р., автори Є. Ф. Шнюков, Р. М. Білодід, В. П. Цемко) )[21].
- 1993 (1994) — Топачевський Вадим Олександрович — лауреат Премії імені І. І. Шмальгаузена НАН України за цикл монографічних робіт в галузі мікропалеотеріології. (премія заснована 1993 р.) (колективна праця).
- 1993 (1994) — Несін Валентин Антонович — лауреат Премії імені І. І. Шмальгаузена НАН України за цикл монографічних робіт в галузі мікропалеотеріології (колективна праця).
- 1993 (1994) — Скорик Олександра Федорівна — лауреат Премії імені І. І. Шмальгаузена НАН України за цикл монографічних робіт в галузі мікропалеотеріології (колективна праця).
- 1997 (1998) — Рековець Леонід Іванович — лауреат Премії імені І. І. Шмальгаузена НАН України за серію праць «Еволюція ссавців і еколого-морфологічні особливості їх паразитів в антропогені» (в колективі з паразитологами ІЗАН).

### Заслужені діячі науки
- 1965 — Підоплічко Іван Григорович — Заслужений діяч науки УРСР,
- 1987 — Щербак Микола Миколайович — Заслужений діяч науки УРСР,
- 1991 — Шнюков Євген Федорович — Заслужений діяч науки й техніки України,
- 1992(?) — Топачевський Вадим Олександрович — Заслужений діяч науки й техніки України,
- 2017 — Ємельянов Ігор Георгійович — Заслужений діяч науки й техніки України.

### Відомі просвітяни
Значна кількість науковців за сумісництвом працювали викладачами різноманітних вищих навчальних закладів, були авторами енциклопедій, консультантами студій науково-популярних фільмів, неперевершеними екскурсоводами. Всі згадані вище старші колеги були саме такими.
Окрім того, відомими популяризаторами науки були і є також:
- Володимир Уткін (1937—1984) — геолог, автор низки науково-популярних видань про геологію та історію життя на Землі.
- Дмитро Іванов — палеонтолог та морфолог, автор низки публікацій у науково-популярних виданнях, зокрема в журналі «ЕКЗО».
- Олексій Коваленко — організатор щотижневих квестів, один з ведучих сторінки про ННПМ у мережі FaceBook, ведучий просвітного сайту «Довколаботаніка»[22]

### Відзнаки НАН України
Відзнаку «Талант, натхнення, праця» 2013 року вручено аспіранту О. Ковальчуку. У вересні 2016 р. таку ж відзнаку вручено старшому науковому співробітнику О. Мартинову. Відзнакою «За підготовку наукової зміни» нагороджено Євгена Писанця (†2016, посмертно).

### Загальна література
- Київ: Енциклопедичний довідник / за редакцією А. В. Кудрицького. — К. : Головна редакція Української радянської енциклопедії, 1981. — 736 с., іл.
- Українська Радянська енциклопедія. Т. 12: Фітогормони-Ь / 2 вид. — Київ: Гол. ред. УРЕ, 1985. — с. 206.
- Загороднюк І. Колектори теріологічних колекцій Національного науково-природничого музею НАН України 1930-х років // Внесок натуралістів-аматорів у вивчення біологічного різноманіття: Матер. Міжнар. конф. 14-16.05.2015. — Берегове, 2015. — С. 299—305. — ISBN 978-966-2303-13-1.
- Ємельянов, І. Г., Червоненко, О. В. Нариси з історії Національного науково-природничого музею НАН України (до 50-річчя з дня створення) // Вісник Національного науково-природничого музею. — 2016. — Том 14 — С. 3-12.

### Путівники загальні
- Національний науково-природничий музей НАН України: Геологічний. Палеонтологічний. Зоологічний. Ботанічний / Авт. кол.: І. Г. Ємельянов, О. В. Червоненко, В. П. Гриценко та ін. — К.: Горобець, 2012. — 176 с.
- Шнюков Є.Ф., Червоненко О.В., Семенов Ю.О., Писанець Є.М., Новосад В.В., Русько Ю.О., Кулаковська Л.В. Національний науково-природничий музей. — Путівник. — Київ, 2008. — 24 с. — ISBN 978-966-8508-22-6.
- Национальный научно-природоведческий музей НАН Украины: Путеводитель / Авт.-сост.: Є. Ф. Шнюков, О. В. Червоненко, Ю. А. Семенов, Е. М. Писанець, В. В. Новосад, Ю. А. Русько, Л. В. Кулаковская. — К., 2006. — 24 с.
- The National Museum of Natural History at the National Academy of Sciences of Ukraine: Guidebook / Ye.F. Shniukov, O.V. Chervonenko, Yu.O Semenov, Ye.M. Pysanets, V.V. Novosad, Yu.O. Rusko, L.V. Kulakovska. — K., 2006. — 24 p.
- Центральный научно-природоведческий музей АН УССР / Под общ. ред. акад. АН УССР К. М. Сытника. — К.: Наукова думка, 1982. — 211 с.

### Путівники по частинах експозиції
- Ботанический музей: путеводитель / Авт. текста: Д. Н. Доброчаева, Б. В. Заверуха, Л. М. Сипайлова; под ред. Д. Н. Доброчаевой; ЦНПМ АН УРСР. — Київ: Наукова думка, 1976. — 143 с.
- Геологічний музей. Національний науково-природничий музей НАН України: Путівник / Авт.-упор. Г. Г. Алауї, В. О. Іваннікова, В. П. Гриценко та ін. — Київ, 2007. — 52 с.
- Геологический музей: путеводитель / Сост.: В. В. Древина, А. С. Иванушко, Р. Ф. Король и др.; отв. ред. В. П. Франчук; ЦНПМ АН УРСР. — Київ: Наукова думка, 1976. — 112 с.
- Зоологічний музей: Путівник / Відп. ред. Є. М. Писанець; ННПМ НАНУ. — Київ, 2009. — 106 с.
- Зоологічний музей: Путівник / Відп. ред. Є. М. Писанець; ННПМ НАНУ. — Київ, 2005. — 80 с.
- Зоологический музей: путеводитель / Авт.-сост. Н. Н. Щербак; ЦНПМ АН УРСР. — Київ: Наукова думка, 1986. — 64 с.
- Зоологический музей: путеводитель / Сост.: В. П. Шарпило, Ю. А. Костюк, А. А. Петрусенко и др.; отв. ред. Н. Н. Щербак; ЦНПМ АН УРСР. — Київ: Наукова думка, 1975. — 120 с.
- Палеонтологічний музей: путівник / Авт.-укл.: В. О. Топачевський, Ю. О. Семенов, Т. В. Крахмальна, О. А. Михалевич; ННПМ НАНУ. — Київ, 2004. — 73 с.
- Палеонтологический музей: путеводитель / Авт.-сост.: Е. Л. Короткевич, Н. Г. Белан; ЦНПМ АН УРСР. — Київ: Наукова думка, 1987. — 64 с.
- Палеонтологічний музей ННПМ НАН України (Київ) — Фото та нариси на http://paleorest.io.ua.